# بيت الحربي (مدينة المحويت)

تعديل مصدري - تعديل

بيت الحربي هي إحدى قرى عزلة المحويت بمديرية مدينة المحويت التابعة لمحافظة المحويت، بلغ تعداد سكانها 222 نسمة حسب تعداد اليمن لعام 2004.